# Anello di Zinn

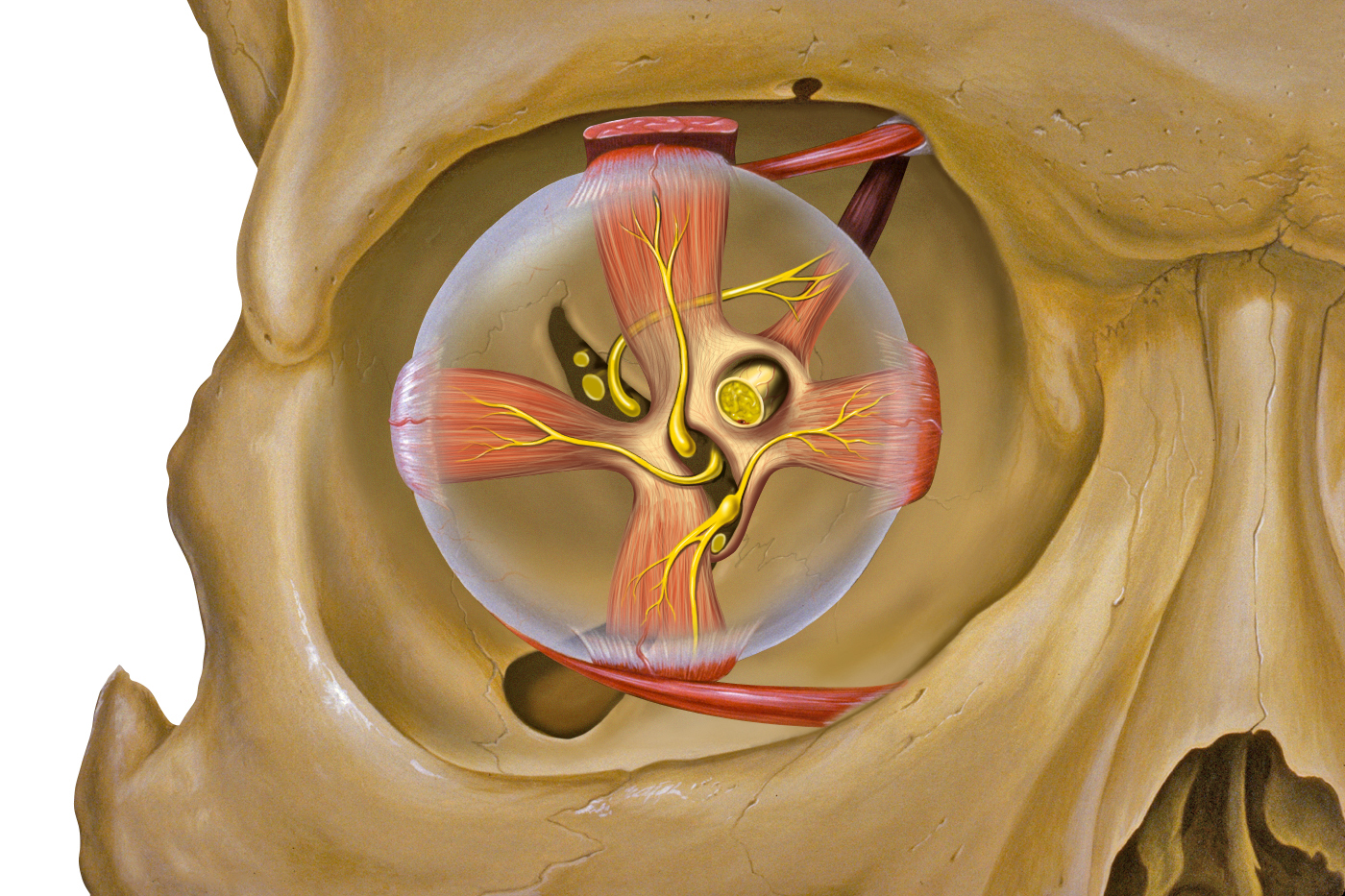
Anello tendineo di Zinn

L'Anello di Zinn, chiamato anche anello tendineo comune o anello di Valsalva, è una formazione fibrosa o osteo-fibrosa di forma grossolanamente ad anello, situata nella cavità orbitaria. È l'origine comune dei quattro muscoli del retto (muscoli extraoculari).
Può essere usato come riferimento per dividere le regioni della fessura orbitaria superiore:

## Descrizione
Questa struttura è prodotta dai tendini dei muscoli estrinseci dell'occhio (ad eccezione del muscolo obliquo inferiore) che si fissano sulla parete ossea in corrispondenza dell'apice della cavità orbitale (dove si trovano l'estremità mediale della fessura sfenoidale superiore e il canale del nervo ottico) e sulla guaina del nervo ottico. In questo modo l'anello di Zinn circonda il nervo ottico all'entrata dell'apice dell'orbita e costituisce l'origine di 5 muscoli estrinseci dell'occhio (retto laterale, retto mediale, retto superiore, retto inferiore e obliquo superiore), tutti innervati dal nervo oculomotore eccetto l'obliquo superiore (innervato dal nervo trocleare) e il retto laterale (innervato dal nervo abducente). Questi muscoli, originati dall'anello di Zinn, vanno ad inserirsi sulla sclera e consentono i vari movimenti di rotazione del bulbo oculare (al contrario, i muscoli intrinseci sono muscoli lisci involontari: costrittore della pupilla, dilatatore della pupilla e il muscolo ciliare).

## Anatomia

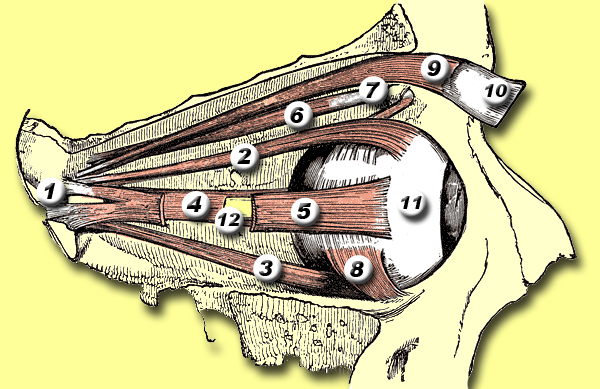
Muscoli estrinseci dell'occhio. 1. Nervo ottico; 2.m. Retto Superiore 3. m. Retto Inferiore; 4. m. Retto Mediale; 5. m. Retto Laterale; 6. m. Obliquo Superiore; 7. Troclea; 8. m. Obliquo Inferiore; 9 e 10. m. Elevatore della palpebra e suo tendine; 11. Bulbo oculare

L'anello di Zinn è attraversato da: 
- Nervo ottico
- Arteria oftalmica
- Nervo oculomotore
- Nervo nasociliare
- Nervo abducente
- Vena oftalmica superiore

## Parti
Le arterie che circondano il nervo ottico sono talvolta chiamate "circoli di Zinn-Haller" ("CZH"). Questa struttura vascolare è anche a volte chiamata "cerchio di Zinn".
Le seguenti strutture passano attraverso l'anello tendineo (da superiore a inferiore):
- Divisione superiore del nervo oculomotore (CNIII)

- Nervo nasociliare (ramo del nervo oftalmico)

- Divisione inferiore del nervo oculomotore (CNIII)

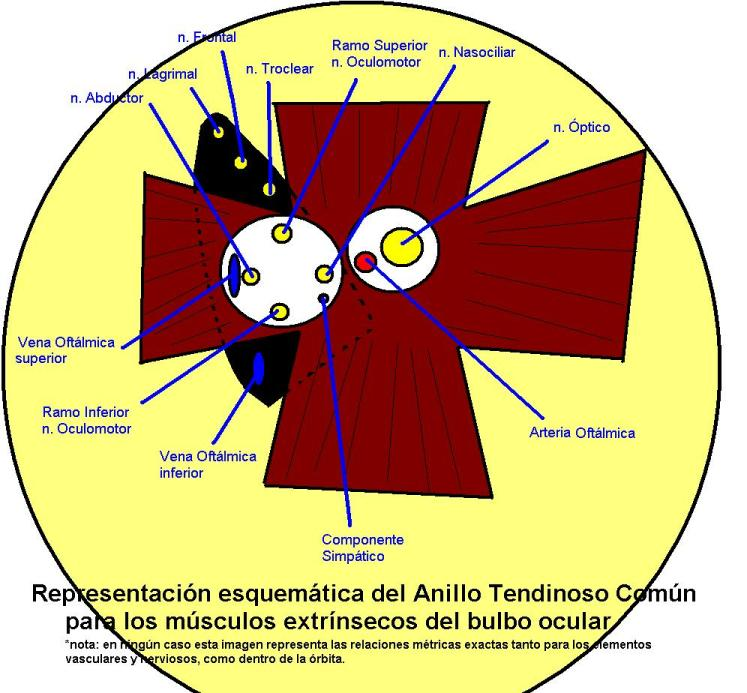
Diagramma dell'anello tendineo di Zinn

- Nervo abducente (CNVI)

- Nervo ottico

## Eponimo
Deve il suo nome a Johann Gottfried Zinn e non va confuso con la zonula di Zinn  (o apparato zonulare di Zinn), sebbene sia chiamato con il nome della stessa persona.